# 城島健司ベースボール記念館
城島健司ベースボール記念館（じょうじまけんじベースボールきねんかん）は、長崎県佐世保市相浦地域に存在していた、同市出身の元プロ野球選手・城島健司に関する資料館。城島の父親によって運営されていた。
城島選手のあゆみを物語る写真、新聞記事や、トロフィー、野球用具、ユニフォームなど約460点を展示。一部ではあるが実際に触れることができる収蔵品もある。2001年12月開館。米大リーグに移籍するなど活躍の場が広まり収蔵品が増加、展示スペースが手狭になったため、2006年9月に増床、リニューアルを行った。
2012年5月31日にて閉鎖し、現在は「有限会社 城島企画」として稼働している。なお同年シーズン終了後に城島は現役を引退している。
近くにはメジャー移籍前には頻繁に自主トレーニングを行った愛宕山登山道や佐世保野球場がある。

## 主な収蔵品
- アテネ五輪野球日本代表ユニフォームと銅メダル
- 2005年度ベストナイン賞盾
- メジャー初本塁打記念球
- マリナーズ公式ユニフォーム
- 通算200号本塁打記念球

## 入館料
※いずれも開館当時。
- 大人 - 400円
- 子供 - 200円

## アクセス
- 西九州自動車道相浦中里ICから車で約3分
- 松浦鉄道西九州線上相浦駅または相浦駅下車、徒歩10分
- 西肥バス（させぼバスも含む）「相浦栄町」下車